# Мязга Вадим Валерійович
Мязга Вадим Валерійович (біл. Вадзім Валер'евіч Мязга; 31 серпня 1974, Могильов) — білоруський боксер, призер чемпіонату Європи.

## Спортивна кар'єра
На Кубку світу 1994 в категорії до 60 кг Вадим Мязга програв в першому бою.
На чемпіонаті світу 1995 в категорії до 67 кг програв в першому бою Андреасу Отто (Німеччина).
На чемпіонаті Європи 1996 переміг двох суперників, а у чвертьфіналі програв Мар'яну Сіміон (Румунія).
На Олімпійських іграх 1996 переміг Лукаса Сіноя (Мозамбік) — 11-6, а у другому бою програв Хуану Ернандес Сьєрра (Куба) — 2-12.
На чемпіонаті світу 1997 програв в першому бою.
На чемпіонаті Європи 1998, що проходив у Мінську, Вадим Мязга досяг найбільшого успіху в спортивній кар'єрі, завоювавши бронзову медаль.
- В 1/8 фіналу переміг Йожефа Надь (Угорщина) — 6-3
- У чвертьфіналі переміг Бюлента Улусой (Туреччина) — 4-1
- У півфіналі програв Сергію Дзиндзируку (Україна) — 1-2

На чемпіонаті світу 1999 програв в першому бою.
На чемпіонаті Європи 2000 програв в першому бою Лучіану Буте (Румунія).
На чемпіонаті Європи 2002 програв в першому бою Олександру Бокало (Україна).
На чемпіонаті світу 2003 програв у другому бою.